# Sekou Doumbouya
Sekou Oumar Doumbouya (ur. 23 grudnia 2000 w Konakry) – francuski koszykarz, występujący na pozycjach niskiego lub silnego skrzydłowego, reprezentant kraju, gwinejskiego pochodzenia.
4 września 2021 trafił w wyniku wymiany do Brooklyn Nets. 6 października 2021 został wytransferowany do Houston Rockets. Tego samego dnia został zwolniony. 12 października 2021 dołączył do Los Angeles Lakers. 16 listopada 2021 został zwolniony. 12 stycznia 2022 podpisał kolejną umowę z Lakers, na występy w NBA oraz zespole G-League – South Bay Lakers. 1 marca 2022 opuścił klub.

## Osiągnięcia
Stan na 8 marca 2022, na podstawie, o ile nie zaznaczono inaczej.

### Indywidualne
- Najlepszy młody zawodnik francuskiej ligi Pro B (II liga francuska – 2018)

### Reprezentacja
Seniorów
- Uczestnik kwalifikacji do mistrzostw świata (2017 – brąz)

Młodzieżowe
- Mistrz Europy U–18 (2016)
- Zaliczony do I składu mistrzostw Europy U–18 (2016)